# ليالي الحصاد (مسلسل)
ليالي الحصاد مسلسل مصري من 13 حلقة أنتج عام 1977 من إنتاج وتصوير تلفزيون دبي أيضا. أخرج المسلسل المخرجة المصرية علوية زكي وكتبه للتلفزيون محمود دياب وكان من بطولة محمود المليجي  وسهير المرشدي.